# Kerstin Ståhl
Kerstin Ståhl (* um 1927, geborene Kerstin Bergström) ist eine schwedische Badmintonspielerin. 

## Karriere
Kerstin Bergström gewann nach vier Nachwuchstiteln in Schweden in ihrem letzten Juniorenjahr ihre erste nationale Meisterschaft bei den Erwachsenen. Erst fünf Jahre später konnte sie ihren nächsten Titel erringen. 1953 erkämpfte sie sich, mittlerweile verheiratete Ståhl, noch einmal zwei Meisterlorbeeren.

## Sportliche Erfolge
| Saison    | Veranstaltung                     | Disziplin   | Platz | Name                                        |
| --------- | --------------------------------- | ----------- | ----- | ------------------------------------------- |
| 1942/1943 | Schweden: Einzelmeisterschaft U19 | Dameneinzel | 1     | Kerstin Bergström (Fjäderbollen)            |
| 1944/1945 | Schweden: Einzelmeisterschaft U19 | Mixed       | 1     | Bengt Lennman / Kerstin Bergström (BK Eken) |
| 1944/1945 | Schweden: Einzelmeisterschaft U19 | Damendoppel | 1     | Kerstin Bergström / Eva Willner (BK Eken)   |
| 1945/1946 | Schweden: Einzelmeisterschaft U19 | Damendoppel | 1     | Kerstin Bergström / Eva Willner (AIK)       |
| 1945/1946 | Schweden: Einzelmeisterschaft     | Mixed       | 1     | Nils Jonson / Kerstin Bergström (AIK)       |
| 1950/1951 | Schweden: Einzelmeisterschaft     | Damendoppel | 1     | Kerstin Bergström / Bodil Sterner (AIK)     |
| 1952/1953 | Schweden: Einzelmeisterschaft     | Mixed       | 1     | Stellan Mohlin / Kerstin Ståhl (AIK)        |
| 1952/1953 | Schweden: Einzelmeisterschaft     | Damendoppel | 1     | Bodil Sterner / Kerstin Ståhl (AIK)         |